# Equestria
Equestria, le « festival européen de la création équestre », est un festival consacré au spectacle équestre, qui se tient chaque année la dernière semaine de juillet à Tarbes.

## Histoire
L'évènement connait sa première édition en janvier 1995.

## Localisation
Le festival se déroule au haras qui est situé dans le quartier de la Gespe à Tarbes (canton de Tarbes 3), département des Hautes-Pyrénées en région Occitanie.